# Tule Lake National Monument
Le Tule Lake National Monument est un monument national américain désigné comme tel par le président des États-Unis Donald Trump le 12 mars 2019. Il préserve un ancien camp de concentration nippo-américain dans le  comté de Modoc, en Californie. Le site est inscrit au Registre national des lieux historiques et constitue un National Historic Landmark depuis le 17 février 2006.